# Cairn de Gavrinis
El cairn de Gavrinis és un important cairn (túmul de pedres neolític) situat a la petita illa de Gavrinis, pertanyent a la comuna de Larmor-Baden, al departament de Morbihan, Bretanya (estat francés).
Gavrinis és un exemple destacat del megalitisme tardà europeu i està catalogat des del 19 de juliol del 1901 com a Monument històric de l'estat francés.

## Situació geogràfica

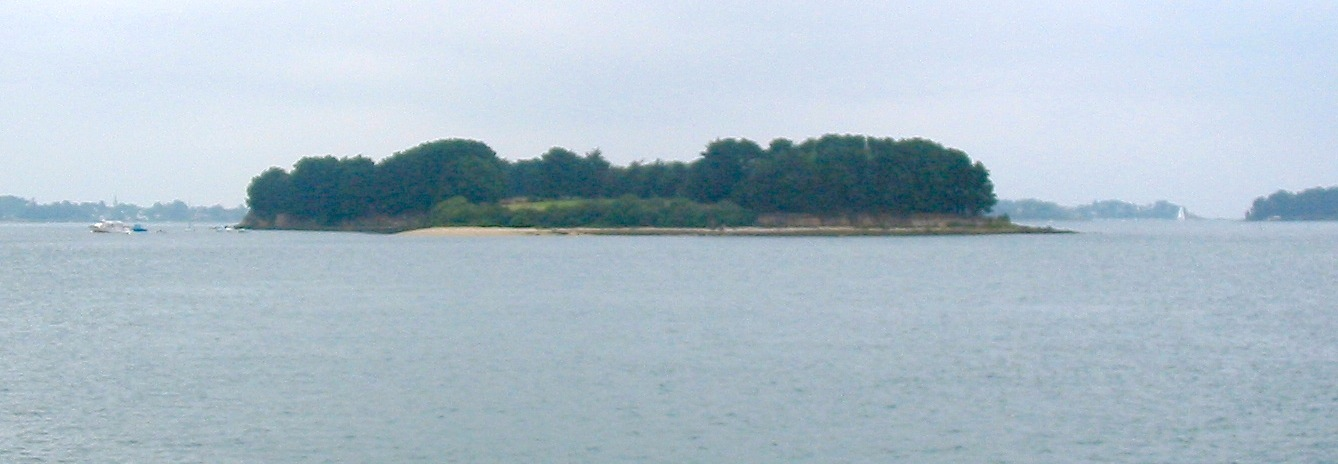
La petita illa de Gavrinis

El cairn de Gavrinis és en aquesta petita illa, situada a la part central del golf de Morbihan, amb tot just 0,30 km² i 700 m de longitud i una amplària màxima de 400 m. És a prop de les comunes d'Arzon i Locmariaquer, molt a prop de la costa: amb uns minuts de vaixell hi ha prou per arribar-hi.
El cairn és a l'extrem sud de Gavrinis i un pont hi facilita l'accés.

## Història
Quan el construïren, al ca. 3500 aC, l'illa encara estava unida al continent. La seua construcció és relativament tardana en el món del megalitisme. Les estructures lleugeres de fusta que s'alçaren davant de la façana foren incendiades i immediatament cobertes amb una massa de pedra que en tapià l'entrada. S'hi afegí una capa d'arena per convertir aquest cairn monumental en un monticle cec.

### Descobriment
La primera descripció una mica precisa de Gavrinis pertany al canonge Joseph Mahé. En el seu Assaig sobre les antiguitats de Morbihan, del 1825, evoca sumariamente les ruïnes de l'església i insisteix més en el cairn.
Al 1801, el monestir, l'església i el recinte de Gavrinis foren venuts al doctor Cauzique, llavors batle de Crach. Aquest, un home interessat en l'agricultura, es comprometé al 1829 a netejar la terra per establir-hi granges. Va destruir així les darreres restes del monestir, i alhora buidà el monticle. Així, accidentalment descobrí el 1832, al fons del cràter, una anfractuositat que duia a la cambra del dolmen.

### Excavacions i restauracions
Les primeres excavacions conegudes daten del 1835 amb la neteja interior del dolmen. L'inspector de monuments històrics Prosper Mérimée, arribat aquest any, descrigué les traces de l'activitat artística en les seues Notes d'un viatge a l'oest de França:
| «                                                                     | El que diferencia el monument de Gavrinis de tots els dòlmens que he vist és que quasi totes les pedres que en componen les parets estan esculpides i cobertes amb dibuixos estranys. Són corbes, línies rectes, trencades, traçades i combinades amb centenars de formes diferents... Entre una multitud de traços... es distingeix un petit nombre que per la seua regularitat i disposició singular podria semblar caràcters d'escriptura... Hi ha fins xebrons, ziga-zagues i altres traços impossibles de descriure. | » |
| — Notes d'un voyage dans l'Ouest de la France (1836), Prosper Mérimée | |   |

Gustave de Closmadeuc (1881-1884), Zacharie Le Rouzic (1925-1927) —que en realitzà el treball inicial de restauració el 1930— i Charles Tanguy Le Roux (1985-95) hi feren campanyes de recerca; aquest darrer posà en valor el monument en la dècada de 1980; el 2006, després de quaranta anys d'ardu treball, admeté l'esperança que una nova generació d'investigadors aclarira el significat o el propòsit d'aquest monument. El 2013, el cairn es digitalitzà totalment amb làser, la qual cosa permet una representació tridimensional de la tomba. És el primer lloc megalític bretó beneficiat amb aquesta tècnica.
El departament de Morbihan adquirí el monument el 1961. Des de 1969, el Ministeri de Cultura i el Consell General de Morbihan hi feren una sèrie de restauracions i excavacions que han canviat profundament el coneixement d'aquest cairn. El 1984, els arqueòlegs buidaren el costat ocult de les lloses. Hi aparegueren molts gravats. Algunes d'aquestes pedres semblen provenir de monuments més antics que s'han reutilitzat. Els gravats que es troben en la superfície són d'un estil figuratiu completament diferent del que es troba a dins del dolmen. El cas més espectacular és el de la llosa que cobreix la cambra la cara amagada de la qual està adornada amb un bòvid, les banyes d'un caprí (possiblement un ur i una cabra) i un motiu que es troba en altres monuments de la zona i que té un significat controvertit (sovint es parla de destral-llaurat o representació de catxalots). Està emparentada amb altres dues pedres, una d'elles part de la coberta de la taula des Marchand, i una altra que cobreix la cova d'Er Vingle, a Locmariaquer, distants en línia recta uns 4 km del lloc. Charles Tanguy Le Roux, arqueòleg cap de les excavacions, ha mostrat amb els seus estudis de les fractures i decoracions que aquestes peces formaven un menhir de 14 m d'alçada, no lluny del gran menhir partit d'Er Grah. Aquest menhir va ser tombat i tallat per cobrir les tombes.

## Descripció i arquitectura
En la terminologia actual dels especialistes aquest monument, que és un dels més bells i millor conservats existents, és un «dolmen de corredor llarg i cambra senzilla», un tipus molt estés a Bretanya entre 4500 i 3000 ae. Per la mateixa època, se'n construïren de semblants a Normandia, Poitou, Irlanda, Anglaterra i a la península Ibèrica. Probablement fou destinat al culte als morts.
Aquesta mena d'arquitectura és un clar exemple (tot i que un dels més grans) de l'arquitectura en pedra seca de l'arquitectura neolítica feta de maçoneria seca: els murs dels paraments estructuren la massa de pedres disposades en escates d'una part i de l'altra del dolmen interior, dibuixant una construcció de grans esglaons regulars.
La massa de pedres, la suporten per dins un cert nombre de «murs» que creen diversos «corredors». El cairn, que recobreix un gran dolmen, és quasi circular (60 x 54 m), amb una alçada de 8 m. Conté paraments acuradament muntats que contrasten amb l'interior del cairn format per una pila de pedres de diferents mesures. La superfície mostra zones alterades per extracció de pedres, antigues o medievals. Representa un volum de 5.000 m3, si es tenen en compte els buits com un empedrament d'una superfície equivalent a tres o quatre vegades la de l'illa. Els arqueòlegs calculen la construcció ha necessitat «unes 100.000 jornades de treball (quasi uns tres anys de treball d'un centenar de persones). Les pedres, de granit clar de gra fi, corresponen a la naturalesa del substrat local. Les arestes mostren que, en la seua majoria, s'extragueren en superfície del lloc.
El corredor té una longitud de 11,80 m. L'amplària, de 0,8 m, i l'alçada, de 1,5 m, són si fa no fa constants de punta a punta, si no és per un escanyament lleu en la meitat de la longitud. Les parets estan compostes per 29 ortòstats, la majoria en granit clar de gra fi. 15 ortòstats, dos dels quals són de quars, en formen el costat nord-est, i 14 el costat sud-oest. 23 estan decorats amb gravats a la banda visible, amb motius de vegades estilitzats fins a l'abstracció (escuts composts per arcs radials, tirapeus, destrals, ziga-zagues i meandres). Només té 9 lloses de cobertes que actuen com a llindes. El sòl enllosat del corredor, remodelat durant les excavacions de 1881-1886, s'alça lleument des de l'entrada cap a la cambra i reposa sobre un terraplé de 65–100 cm d'espessor format per pedres i arena.
El corredor acaba en una cambra funerària simple, quasi quadrada, de 2,60 m de llarg, 2,50 m d'ample i 1,80 m d'alt. Tots els ortòstats estan incrustats en una rasa de 40 cm de profunditat excavada a la roca i estan decorats amb dissenys foradats i gravats, fins i tot en les cares ocultes, la qual cosa suggereix la reutilització de materials més antics. Aquesta cambra, situada justament al centre del cairn, està formada per sis ortòstats i una llosa de coberta. Aquesta darrera en ortogneis, és la llosa bruta més important del monument. Amb un pes de quasi 17 tones, prové de Locmariaquer, a 4 km de Gavrinis.
Els motius gravats usen el principi del clarobscur, potser realçat amb pintura blanca i negra.
Les excavacions de l'esplanada enfront de la façana del cairn revelaren un rastre de cendres i vuit masses de carbó de fusta identificades com a antigues bases de peus de fusta incediats erigits. Açò demostrava que s'hagué de tancar abruptament aquesta esplanada perquè s'hi trobà un grup de tres destrals polides (una en sílex i dues en dolerita) i dos munts d'enderrocs. La façana del cairn probablement estava proveïda amb una construcció de fusta que fou cremada al voltant de l'any 3500 ae, i després es recobrí amb una capa d'arena per formar un monticle anònim.

## Galeria d'imatges

Exterior del cairn
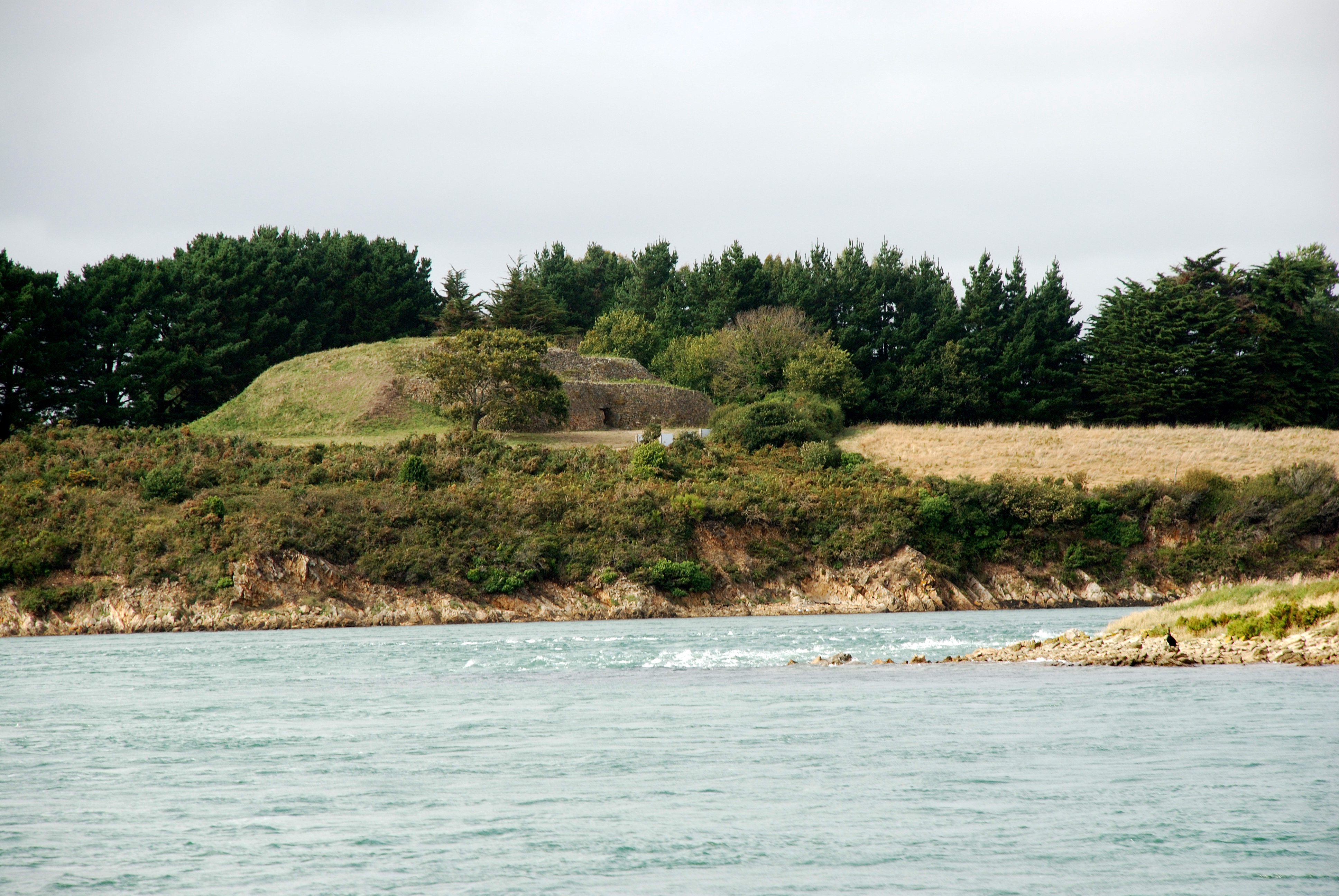
Cairn situat al sud de l'illa
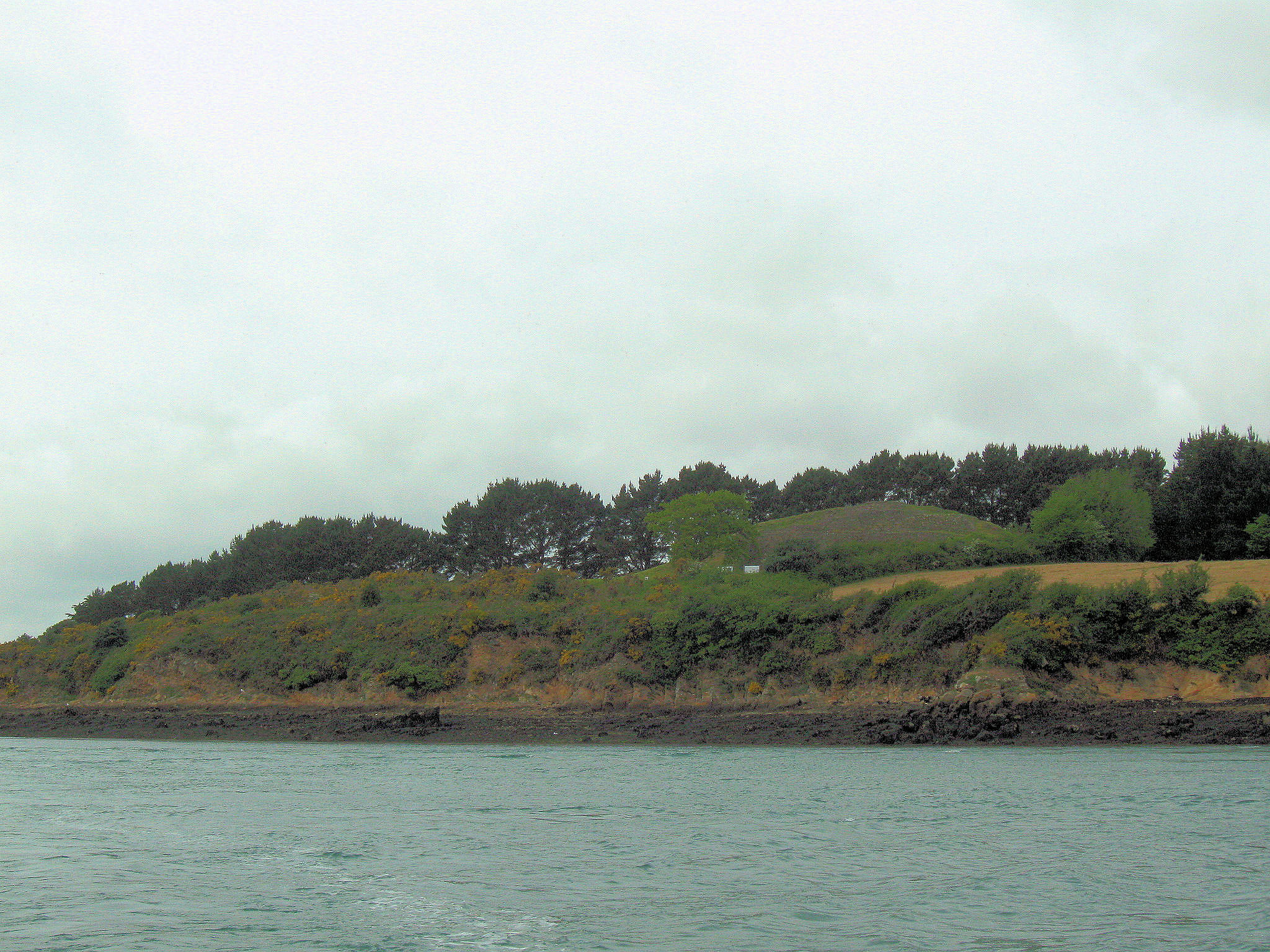
El cairn vist des del mar
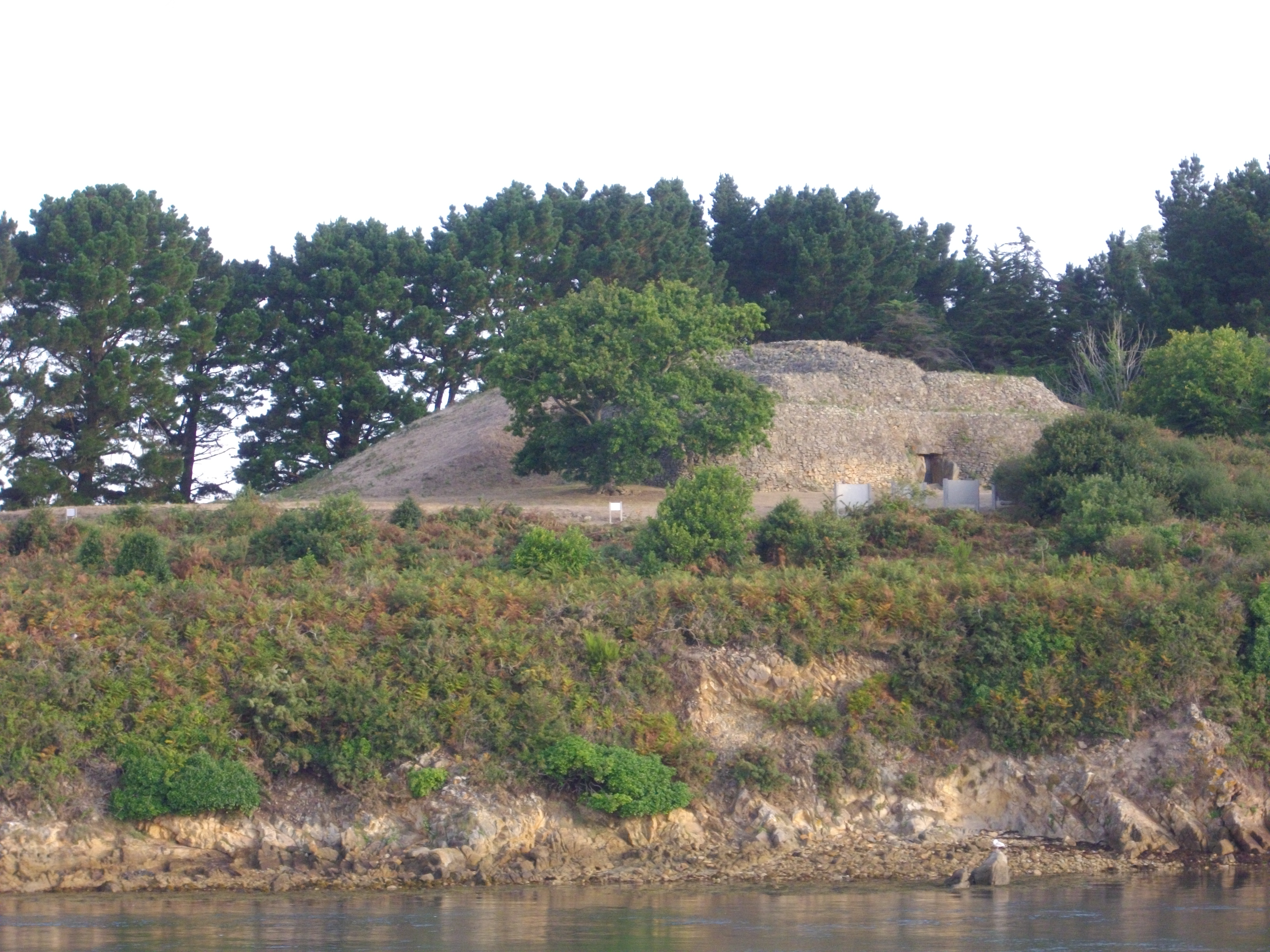
Vista més propera
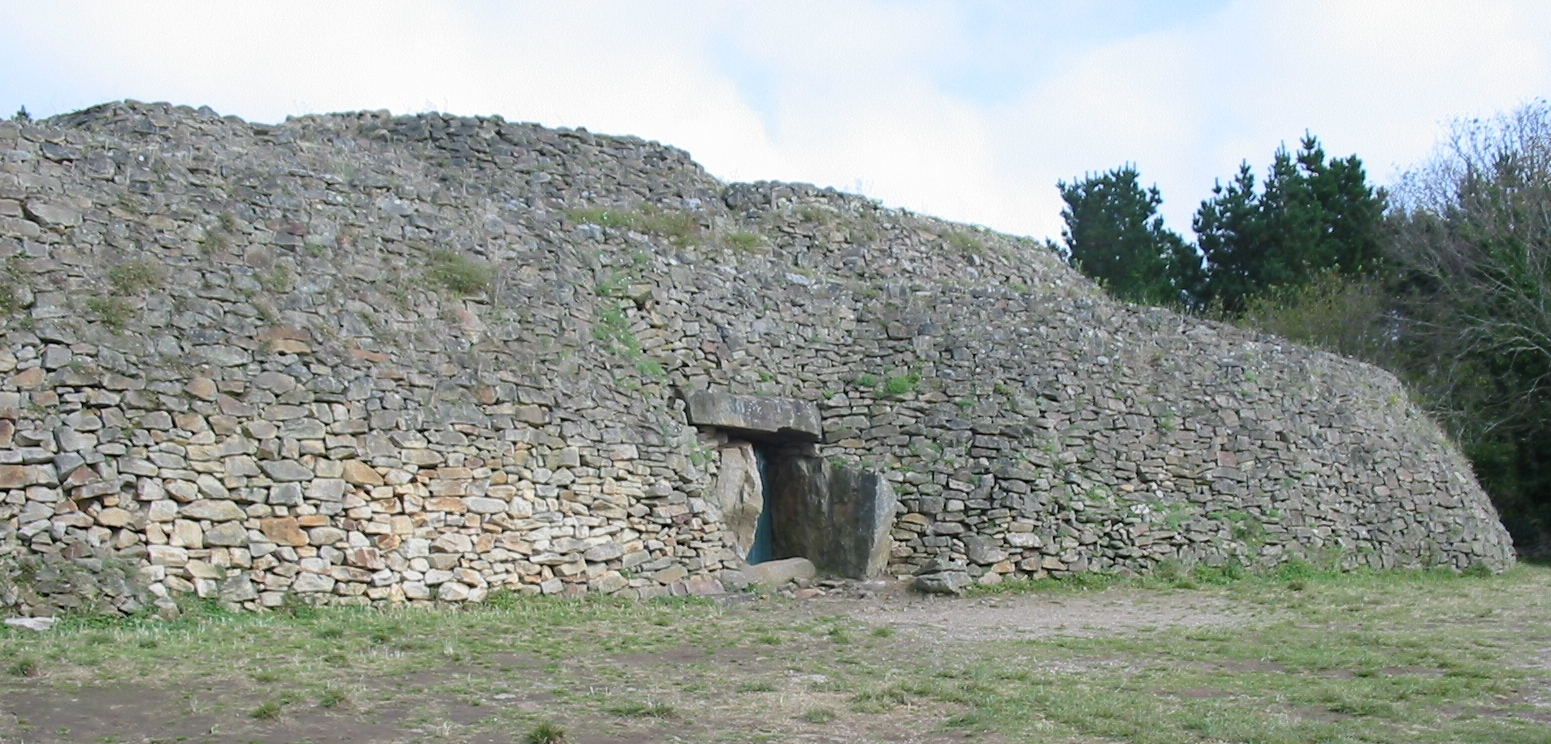
Entrada del cairn

Interior del cairn
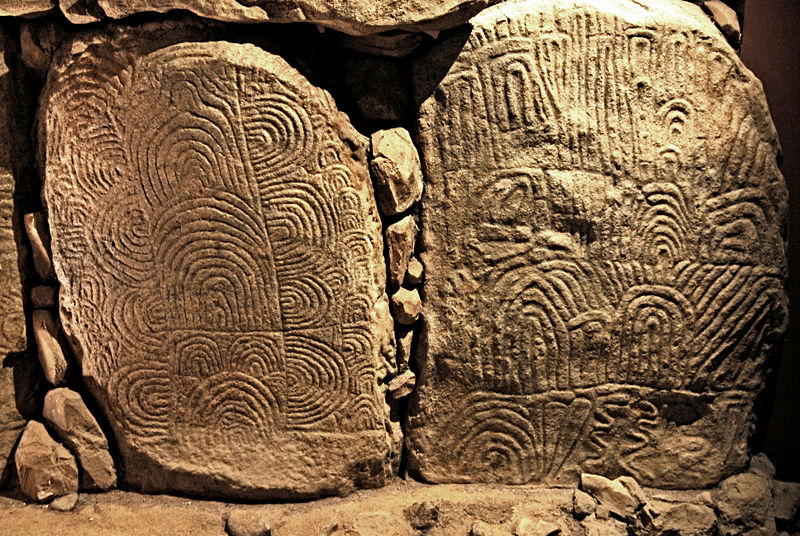
Parets gravades de tasses, cercles, espirals, dues destrals apunten cap avall
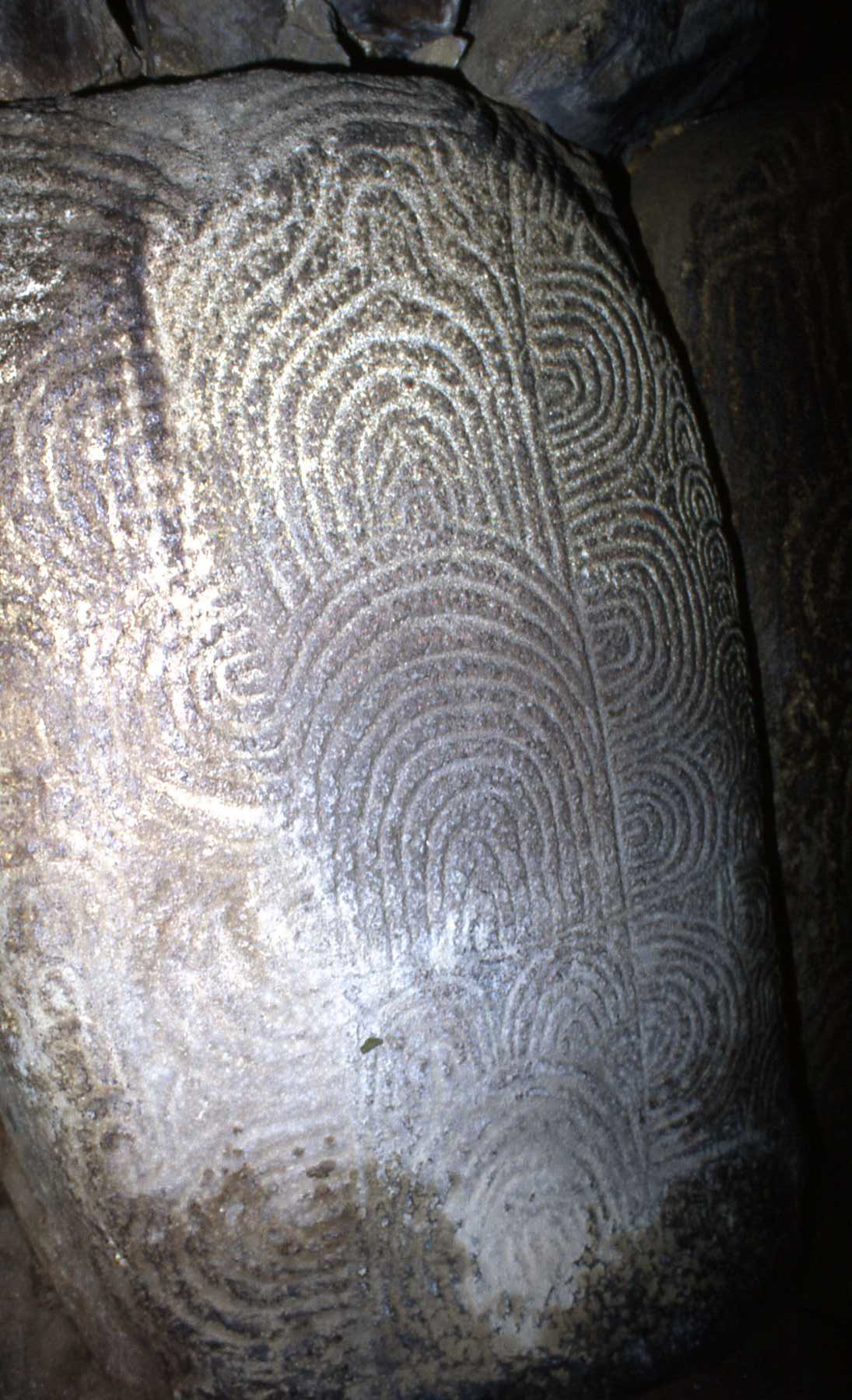
Ortòstrat gravat amb cercles radials
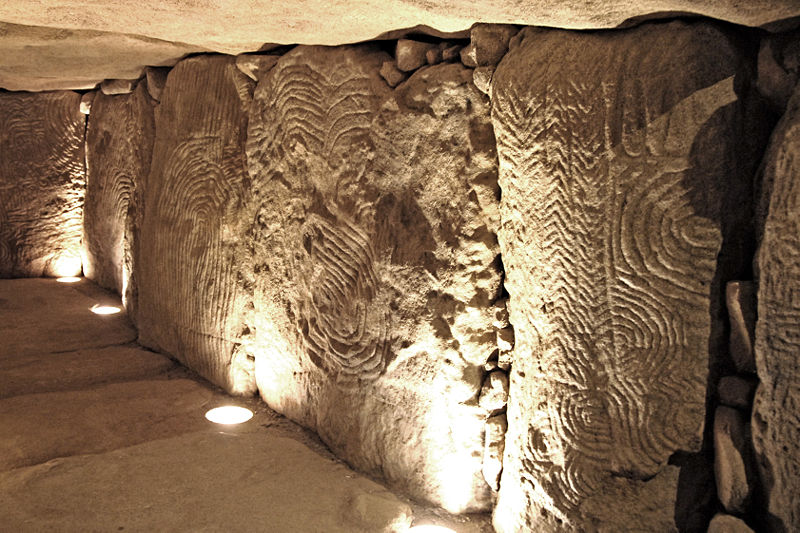
Les espirals podrien evocar serps parades sobre les cues, el significat dels xebrons se'ns escapa
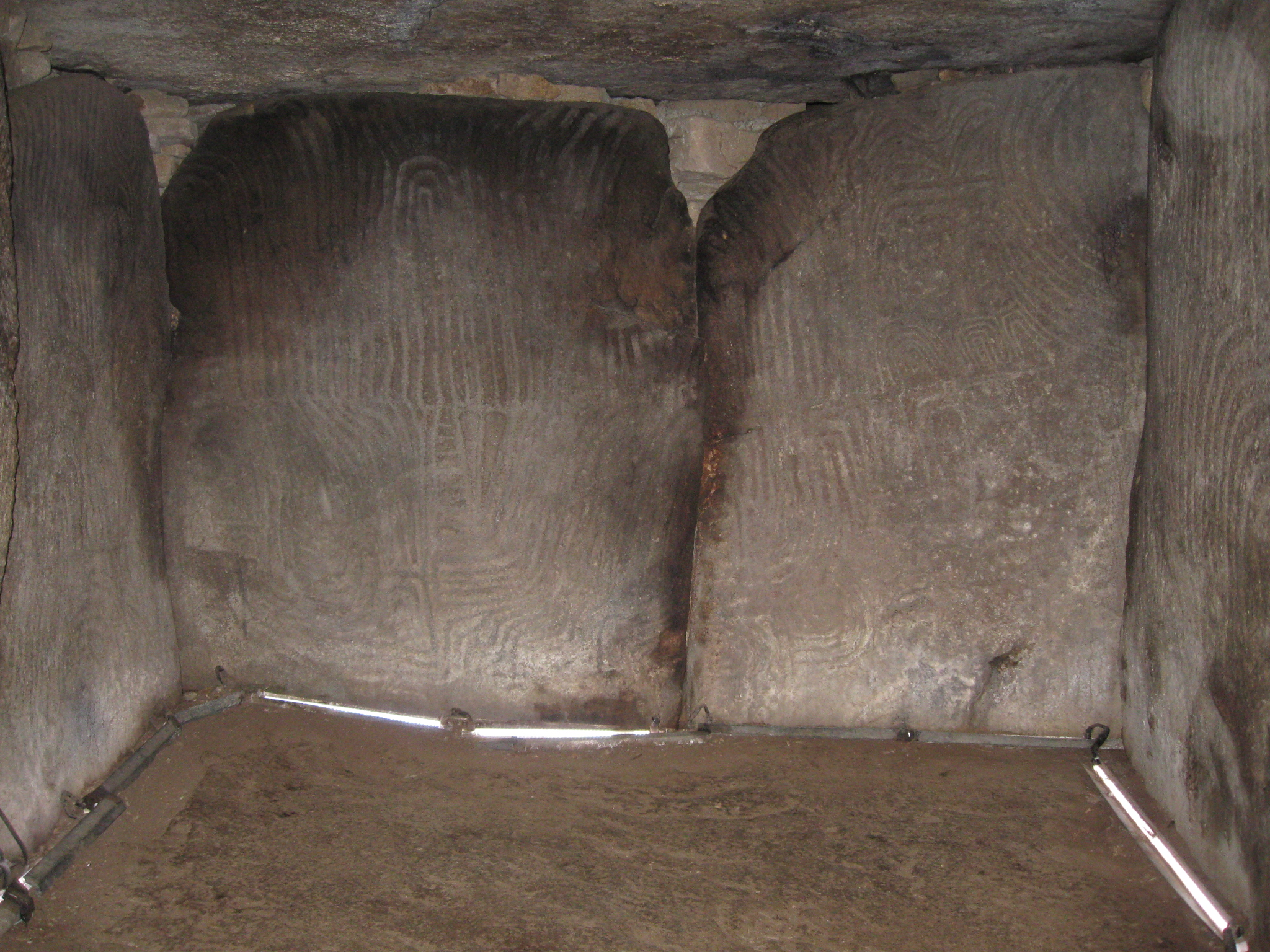
Cambra final